# Tramway de Darmstadt
Le réseau de tramway de Darmstadt est une partie du réseau de transport public de Darmstadt, en Allemagne.

## Réseau actuel
Le point central du réseau est la Luisenplatz.
| Ligne | Trajet            | Trajet                               | Trajet                                             | Remarques                                           |
| ----- | ----------------- | ------------------------------------ | -------------------------------------------------- | --------------------------------------------------- |
| 1     | Hauptbahnhof      | ↔ Rhein-/Neckarstr. ↔                | Eberstadt                                          |                                                     |
| 2     | Hauptbahnhof      | ↔ Luisenplatz ↔                      | Université de technologie de Darmstadt, Lichtwiese |                                                     |
| 3     | Hauptbahnhof      | ↔ Willy-Brandt-Platz ↔ Luisenplatz ↔ | Lichtenbergschule                                  |                                                     |
| 4     | Griesheim         | ↔ Luisenplatz ↔                      | Kranichstein                                       |                                                     |
| 5     | Böllenfalltor     | ↔ Luisenplatz ↔                      | Kranichstein                                       |                                                     |
| 6     | Arheilgen         | ↔ Merck ↔ Luisenplatz ↔ Eberstadt ↔  | Alsbach                                            | „Schnelle 6“, Ligne express.                        |
| 7     | Lichtenbergschule | ↔ Luisenplatz ↔                      | Eberstadt                                          |                                                     |
| 8     | Arheilgen         | ↔ Merck ↔ Luisenplatz ↔ Eberstadt ↔  | Alsbach                                            | Circule uniquement quand la ligne 6 ne circule pas. |
| 9     | Griesheim         | ↔ Luisenplatz ↔                      | Böllenfalltor                                      |                                                     |
| 10    | Griesheim         | ↔                                    | Hauptbahnhof                                       | Ligne express                                       |